# 38 Draconis
38 Draconis är en vit stjärna som ligger i stjärnbilden Draken.
38 Dra har visuell magnitud +6,79 och är inte synlig för blotta ögat ens vid god seeing. Den befinner sig på ett avstånd av ungefär 620 ljusår.